# Clasificación de AFC y OFC para la Copa Mundial de Fútbol de 1970
En la fase de clasificación para Copa Mundial de Fútbol de 1970 celebrado en México, por primera vez la AFC junto a la OFC disponía de una única plaza (de las 16 totales del mundial). Para asignar esta plaza, a la que optaban un total de 13 equipos, se realizó un torneo dividido en tres rondas:
- Primera ronda: Israel, Nueva Zelanda y Rodesia pasaron directamente a la segunda ronda. Los otros 3 equipos (Australia, Japón y Corea del Sur, jugaron una liguilla que se jugaría en Corea del Sur. El primero del grupo avanzaría a la siguiente ronda.
- Segunda ronda: Los 4 equipos se dividirían en 2 grupos de 2 equipos cada uno. Los primeros de grupo pasarían a la tercera ronda.
- Tercera ronda: Los 2 equipos jugarían una eliminatoria a doble partido. El vencedor se clasificaría para el mundial.

## Primera ronda
| Pos. | Equipo            | Pts. | PJ | G | E | P | GF | GC | Dif. | Clasificación |
| ---- | ----------------- | ---- | -- | - | - | - | -- | -- | ---- | ------------- |
| 1    | Australia         | 8    | 4  | 2 | 2 | 0 | 7  | 4  | +3   | Segunda Ronda |
| 2    | Corea del Sur (H) | 5    | 4  | 1 | 2 | 1 | 6  | 5  | +1   |               |
| 3    | Japón             | 2    | 4  | 0 | 2 | 2 | 4  | 8  | −4   |               |

 Fuente: 
| 10-10-1969 | Australia                               | 3–1 | Japón        | Dongdaemun Stadium, Seoul                       |                                                 |
|            | McColl 5' · Ogi 68' (a.g.) · Baartz 69' |     | Watanabe 11' | Asistencia: 7,000 espectadores Árbitro(s): Nice | Asistencia: 7,000 espectadores Árbitro(s): Nice |

| 12-10-1969 | Corea del Sur                   | 2–2 | Japón                       | Dongdaemun Stadium, Seoul                                   |                                                             |
|            | Kim Ki-bok 8' · Park Soo-Il 39' |     | Miyamoto 34' · Kuwahara 50' | Asistencia: 35,000 espectadores Árbitro(s): Cheung Tang-Sun | Asistencia: 35,000 espectadores Árbitro(s): Cheung Tang-Sun |

| 14-10-1969 | Corea del Sur  | 1–2 | Australia                | Dongdaemun Stadium, Seoul                   |                                             |
|            | Lee Yi-woo 45' |     | Watkiss 37' · McColl 82' | Asistencia: 25,000 espectadores Árbitro(s): | Asistencia: 25,000 espectadores Árbitro(s): |

| 16-10-1969 | Australia  | 1–1 | Japón       | Dongdaemun Stadium, Seoul                          |                                                    |
|            | McColl 39' |     | Miyamoto 4' | Asistencia: 4,000 espectadores Árbitro(s): Suvaree | Asistencia: 4,000 espectadores Árbitro(s): Suvaree |

| 18-10-1969 | Corea del Sur         | 2–0 | Japón | Dongdaemun Stadium, Seoul                               |                                                         |
|            | Jeong Gang-Ji 17' 40' |     |       | Asistencia: 25,000 espectadores Árbitro(s): Lee Kan Chi | Asistencia: 25,000 espectadores Árbitro(s): Lee Kan Chi |

| 20-10-1969 | Corea del Sur   | 1–1 | Australia  | Dongdaemun Stadium, Seoul                        |                                                  |
|            | Park Soo-Il 29' |     | Baartz 58' | Asistencia: 25,000 espectadores Árbitro(s): Nice | Asistencia: 25,000 espectadores Árbitro(s): Nice |

## Segunda ronda

### Grupo 1
Los encuentros se jugaron en campo neutral por el boicot de Rodesia.
| Equipo 1 | Agr. | Equipo 2  | Ida | Vuelta | 3er partido |
| -------- | ---- | --------- | --- | ------ | ----------- |
| Rodesia  | 2-4  | Australia | 1-1 | 0-0    | 1-3         |

| 23-11-1969 | Rodesia      | 1–1 | Australia  | Lourenço Marques, Mozambique |                     |
|            | Chalmers 63' |     | McColl 68' | Árbitro(s): Ribeiro          | Árbitro(s): Ribeiro |

| 27-11-1969 | Rodesia | 0–0 | Australia | Lourenço Marques, Mozambique |  |
|            |         |     |           | Árbitro(s): Ribeiro          |  |

Australia y Rodesia terminaron empatados en puntos, por lo que jugaron un partido de desempate para definir al clasificado a la fase final.
| 29-11-1969 | Rodesia      | 1–3 | Australia                                       | Lourenço Marques, Mozambique |                     |
|            | Chalmers 54' |     | Warren 17' · Tegire 22' (a.g.) · Rutherford 57' | Árbitro(s): Ribeiro          | Árbitro(s): Ribeiro |

### Grupo 2
Corea del Norte abandonó la eliminatoria por rehusarse a jugar en Israel.
| Pos. | Equipo          | Pts. | PJ | G | E | P | GF | GC | Dif. | Clasificación |
| ---- | --------------- | ---- | -- | - | - | - | -- | -- | ---- | ------------- |
| 1    | Israel (H)      | 6    | 2  | 2 | 0 | 0 | 6  | 0  | +6   | Ronda Final   |
| 2    | Nueva Zelanda   | 0    | 2  | 0 | 0 | 2 | 0  | 6  | −6   |               |
| —    | Corea del Norte | 0    | 0  | 0 | 0 | 0 | 0  | 0  | 0    |               |

 Fuente: 
| 28-9-1969 | Israel                                          | 4–0 | Nueva Zelanda | Ramat Gan Stadium, Ramat Gan |                     |
|           | Spiegler 48' · Spiegel 65' · Feigenbaum 72' 86' |     |               | Árbitro(s): Nassiri          | Árbitro(s): Nassiri |

| 1-10-1969 | Israel                     | 2–0 | Nueva Zelanda | Ramat Gan Stadium, Ramat Gan |                     |
|           | Spiegler 24' · Spiegel 33' |     |               | Árbitro(s): Nassiri          | Árbitro(s): Nassiri |

## Tercera ronda
| Equipo 1 | Agr. | Equipo 2  | Ida | Vuelta |
| -------- | ---- | --------- | --- | ------ |
| Israel   | 2-1  | Australia | 1-0 | 1-1    |

| 4-12-1969 | Israel           | 1–0     | Australia | Ramat Gan Stadium, Ramat Gan |                       |
|           | Zeman 16' (a.g.) | Reporte |           | Árbitro(s): Marschall        | Árbitro(s): Marschall |

| 14-12-1969 | Australia   | 1–1 | Israel       | Sydney Sports Ground, Sydney |                       |
|            | Watkiss 88' |     | Spiegler 79' | Árbitro(s): Marschall        | Árbitro(s): Marschall |

## Clasificado
| Israel |
| Israel |
| ------ |